# Zweigart & Sawitzki

Historische Werksansicht

Die Zweigart & Sawitzki GmbH & Co. KG ist ein Textilunternehmen in Sindelfingen in Baden-Württemberg. Es ist die letzte von ehemals 115 Webereien in dieser Stadt.

## Geschichte
Bereits im 16. Jahrhundert wurde das Weben in Sindelfingen heimisch und gewann ab dem 18. Jahrhundert an Bedeutung. Die erste Sindelfinger Fabrik war eine Seidenweberei (1835–1858) und die Weber stellten zeitweise das stärkste Gewerbe – um 1850 gab es 289 Webermeister, aber nur 36 Schuhmacher und 34 Bäcker.
Im Jahr 1877 gründeten Paul Zweigart und Julius Sawitzki in Stuttgart ihr Comptoir und Lager. Auf dem Firmenschild bewarb die Jacquardweberei als Spezialität „Decken & Stoffe für Stickerei-Zwecke“. Bereits 1879 zog das Unternehmen nach Sindelfingen um. Damals gab es in Sindelfingen mehr als 115 Webereien, die hauptsächlich im damals üblichen Verlagssystem arbeiteten. Die Beschäftigten waren vorwiegend Bauern, die tagsüber auf dem Feld arbeiteten und abends auf Handwebstühlen verschiedene Gewebe aus Leinen und Baumwolle webten. Diese Gewebe wurden dann an größere Firmen zum Weiterverkauf verkauft. Diese Verleger, häufig als Fabrikanten bezeichnet waren für die Qualitätskontrolle, den Vertrieb und sehr stark auch zur Vorfinanzierung der von den Handwebern gelieferten Gewebe zuständig.
Das Unternehmen war durch die industrielle Revolution auf dieses Verfahren nicht angewiesen, sondern fertigte zentral mit Hilfe moderner Webmaschinen in industrieller Fertigung.
Heute werden Jacquard- (für gemusterte Gewebe) und Schaftwebmaschinen (für Gittergewebe) eingesetzt.

### Mina Zweigart
Eine große Bedeutung in der Unternehmensgeschichte und in der Stadtgeschichte hatte Mina Zweigart. Nach dem Tod des Inhabers Paul Zweigart im Jahr 1902 führte sie als Witwe die Geschäfte weiter und unterstützte während des Ersten Weltkriegs über 400 Familien der zum Wehrdienst eingezogenen Bürger mit demselben Betrag, den der Staat als Familienbeihilfe zahlte. Wegen ihrer großzügigen Schenkungen und Stiftungen wurde ihr 1918 die Ehrenbürgerwürde verliehen.

## Ehrungen
- Nach Paul Zweigart wurde in Sindelfingen eine Straße benannt.
- Nach Mina Zweigart wurde eine Kindertagesstätte in Sindelfingen benannt.[2]

## Produkte
Die hauptsächlich technischen Gewebe und Handarbeitsgewebe werden seit Gründung im deutschen Stammhaus in Sindelfingen gefertigt. Zweigart betreibt bis heute eine vollstufige Produktion, also Weberei, Färberei und Waren-Ausrüstung.